# Anne-Marie Spierings
Maria Johanna Geertruda (Anne-Marie) Spierings (Heesch, 28 september 1976) is een Nederlands politica namens D66. Sinds 16 juli 2021 is zij lid van de Gedeputeerde Staten van Noord-Brabant. Eerder was ze in dezelfde provincie van 2011 tot 2015 en in 2019 en 2021 lid van de Provinciale Staten en lid van de Gedeputeerde Staten van 2015 tot 2020. Van 2018 tot 2021 was zij partijvoorzitter van D66.

## Loopbaan
Spierings doorliep het Gymnasium Bernrode en studeerde natuurwetenschappelijke milieukunde aan de Katholieke Universiteit Nijmegen. Van 1999 tot 2015 was ze werkzaam bij ARCADIS. Vanaf 2011 was Spierings lid van de Provinciale Staten van Noord-Brabant. In 2015 werd ze daar lid van de Gedeputeerde Staten met de portefeuille agrarische ontwikkeling, energie en bestuur. Vanaf 6 oktober 2018 was Spierings partijvoorzitter van D66 nadat ze in de tweede ronde bijna 63% van de stemmen kreeg. Ze volgde Letty Demmers-van der Geest op. Op 11 november 2021 werd Victor Everhardt verkozen tot partijvoorzitter van D66.
- Parlement.com: vkscccjyh1zb